# L’honneur d’un capitaine
L’honneur d’un capitaine ist ein französischer Spielfilm aus dem Jahr 1982, der als Antikriegsfilm im Gewand eines Gerichtsdramas erzählt wird. In den Hauptrollen sind Jacques Perrin, Nicole Garcia, Georges Wilson, Claude Jade und Charles Denner zu sehen.

## Handlung
Der Algerienkrieg ist das Thema einer Fernsehdebatte, in der der Soziologieprofessor Paulet (Jean Vigny) die Methoden des 1957 getöteten Capitaine Caron (Jacques Perrin) anprangert.
Carons Witwe Patricia (Nicole Garcia) ist empört über den Vorwurf gegen ihren Mann und beschließt Paulet zu verklagen. Ihr Onkel, Vorsitzender der Anwaltskammer (Georges Wilson) lehnt es ab, für sie zu plädieren. Patricia engagiert eine Freundin, die junge Anwältin Valouin (Claude Jade). Doch als die beiden Frauen erfahren, dass Paulet vom erfolgreichen Anwalt Maître Gillard (Charles Denner) verteidigt wird, holen sie Patricias Onkel dazu. Vor Gericht werden die neunzehn Tage unter dem Kommando von Hauptmann Caron rekonstruiert. Die früheren Untergebenen von Caron an der Spitze sagen aus und es kommt heraus, dass Caron erst an die Spitze des Bataillons kam einen Tag nach der Hinrichtung eines algerischen Verräters. Caron erschien nur, um die Ordnung wiederherzustellen. Achtzehn Tage und nicht neunzehn! Caron ist nicht verantwortlich. Doch auch hier bleiben Zweifel über den Fall Caron. Der Professor wird wegen Verleumdung verurteilt, die „Ehre eines Hauptmanns“ ist gerettet.

## Hintergrund
Nach 317. Sektion und Le crabe tambour ist L’honneur d’un capitaine der dritte Antikriegsfilm des ehemaligen Kriegsberichterstatters Pierre Schoendoerffer mit dem Schauspieler Jacques Perrin.
Als Antomarchi, einer der Zeugen vor Gericht und in Rückblenden ein junger Soldat, ist der spätere Star Christophe Malavoy in einer seiner ersten großen Rollen zu sehen.